# Олдем
О́лдем (англ. Oldham) — крупный город в графстве Большой Манчестер (Англия), административный центр метрополитенского района (боро) Олдем.

## Политика

### Представительство в парламенте Великобритании
Олдем разделён на два парламентских избирательных округа: «Олдем — Восток и Сэддлуорт» и «Олдем — Запад и Ройтон», в настоящее время представленные членами парламента от Лейбористской партии Филом Вуласом и Майклом Мичером соответственно.

## Демография
В соответствии с данными переписи населения в Великобритании в 2001 году количество жителей Олдема составляет 103 544 человека, ставя город на 55-е место среди самых населённых городов в Англии.
В 1978 году в Олдеме родился первый человек, зачатый в результате искусственного оплодотворения.

## Спорт
В городе базируется футбольный клуб «Олдем Атлетик», выступающий в английской Лиге 2 (четвёртая по значимости футбольная лига Англии).

## Города-побратимы
- Гестахт (нем. Geesthacht), Германия
- Ландсберг-на-Лехе (нем. Landsberg am Lech), Германия
- Крань (словен. Kranj), Словения